# Parque nacional de Sehlabathebe
El parque nacional de Sehlabathebe se encuentra en las montañas de Maloti en el distrito de Qacha Nek, en el país africano de Lesoto, y es parte de la más grande área de conservación transfronteriza de Maloti-Drakensberg. Tiene una sorprendente diversidad biológica, así como constituye un importante patrimonio cultural. El parque fue creado el 8 de mayo de 1969. El paisaje está dominado por pastizales de varios tipos, el ecosistema más grande en su conjunto lleva a cabo funciones valiosas incluyendo la provisión de agua dulce a Lesoto, Sudáfrica y Namibia.
Fue el primer parque nacional de Lesotho, y es el segundo más grande en tamaño, es remoto y hermoso, y llegar allí es siempre una aventura que vale la pena, especialmente si al explorador le gusta el aislamiento y la pesca. Sehlabathebe significa el "Escudo de la meseta", reflejo de las praderas ondulantes, flores silvestres y el silencio que proporciona una sensación de completo aislamiento.
En 2013 la Unesco lo declaró Patrimonio de la Humanidad como extensión al Parque Drakensberg de Sudáfrica bajo la denominación de Parque Maloti-Drakensberg, convirtiéndose así en el primer lugar de Lesoto con este reconocimiento.